# Missing Links, Vol. 4: Streets of Chicago
Missing Links, Vol. 4: Streets of Chicago je kompilační album amerického rockového kytaristy Linka Wraye, vydané v roce 1997. Jedná se o poslední ze čtyř alb s podobným názvem, první bylo Missing Links, Vol. 1: Hillbilly Wolf, druhý Missing Links, Vol. 2: Big City After Dark a třetí Missing Links, Vol. 3: Some Kinda Nut.

## Seznam skladeb
Všechny skladby napsal Link Wray, pokud není uvedeno jinak.
1. „Friday Night Dance Party“ - 2:16
2. Streets of Chicago - 2:19
3. „Tattoo“ - 2:03
4. „Be-Bop-A-Lula“ (Tex Davis, Gene Vincent) - 2:18
5. „Lillian“ (Milt Grant, Wray) 1:58
6. „Bluebeard“ - 2:35
7. „It's Too Late“ (Chuck Willis) - 2:26
8. „Soul Train“ - 2:17
9. „Lowdown“ - 1:51
10. „Street Fighter“ - 2:21
11. „I'm Counting on You“ (Don Robertson) 2:35
12. „Lawdy Miss Clawdy“ (Lloyd Price) - 2:13
13. „Stuck on You“ (J. Leslie McFarland, Aaron Schroeder) - 3:19
14. „Drown in My Own Tears“ (Henry Glover) - 5:54
15. „Ace of Spades“ - 2:55
16. „Rumble“ (Milt Grant, Wray) - 2:16
17. „Friday Night Dance Party, Pt. 2“ - 1:55